# Rheinübergang bei Rheinklingen
Ostrach – Feldkirch – Stockach I – Verona – Magnano – Cassano d’Adda – Bassignana – Paradies – Frauenfeld – Winterthur – Zürich I – Trebbia – Mantua – Novi – Döttingen – Vlieter – Bergen – Gotthard – Dietikon – Zürich II – Schänis – Muotatal – Näfels – Egmont – Castricum – Genola – Wiesloch – Genua – Rheinklingen – Büsingen – Engen – Stockach II –  Meßkirch – Biberach II – Montebello – Marengo – Höchstädt – Oberhausen – Brión – Hohenlinden – Walserfeld – Pozzolo – Kopenhagen – Algeciras I – Algeciras II
Beim thurgauischen Rheinklingen – damals Reichlingen oder Richlingen geschrieben – gelang einem französischen Armeekorps unter Lecourbe am 1. Mai 1800 (11. Floréal Jahr VIII) ein Vorstoss über den Rhein, der als «taktisches Musterbeispiel für Operationen dieser Art» bezeichnet worden ist. In der Folge gewann die Armée du Rhin unter Moreau innert Wochenfrist drei Schlachten gegen die österreichische Rheinarmee unter Kray und stiess bis Ende Jahr fast bis nach Wien vor.

## Feldzugsplan

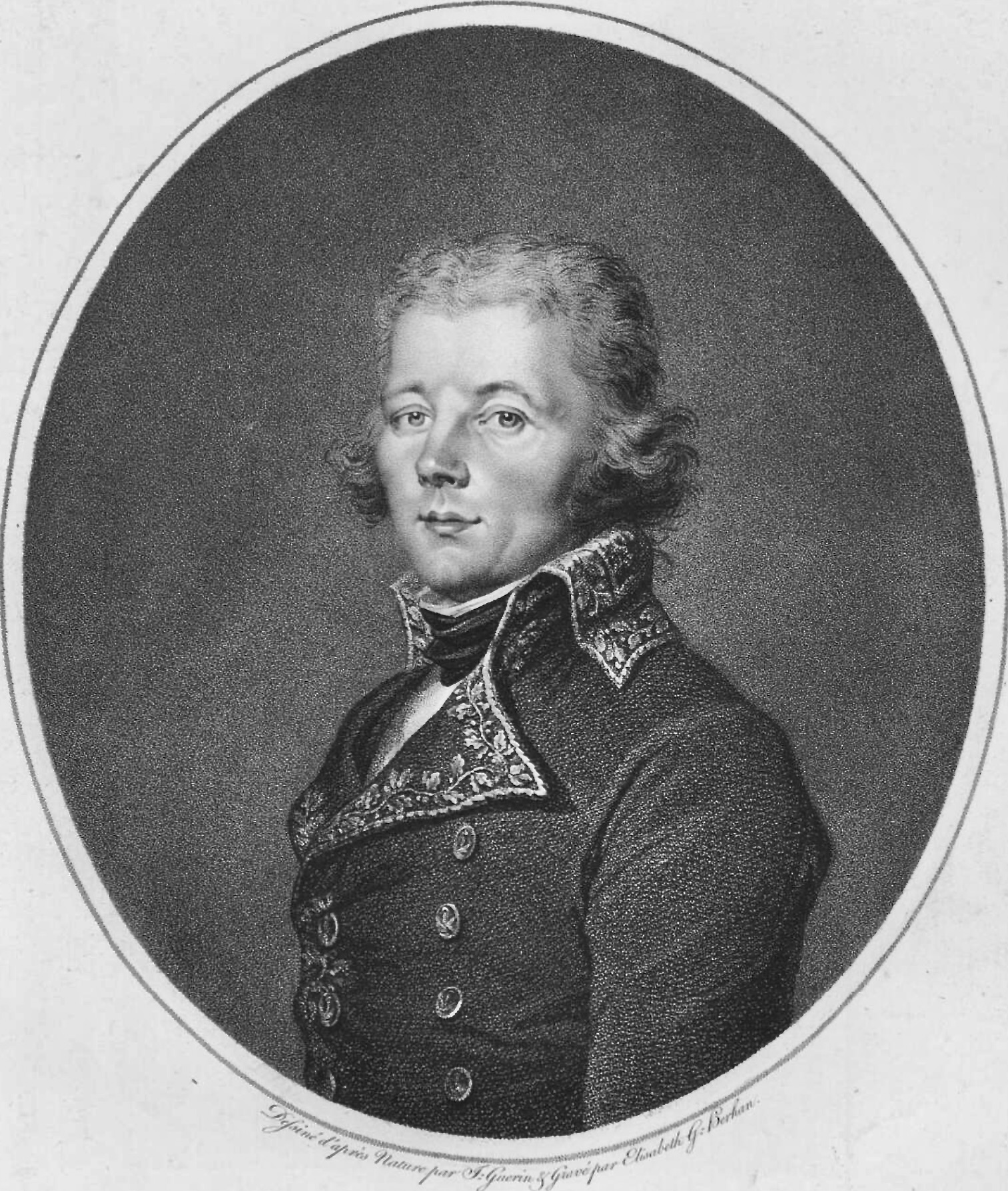
Général en chef Moreau (1799)

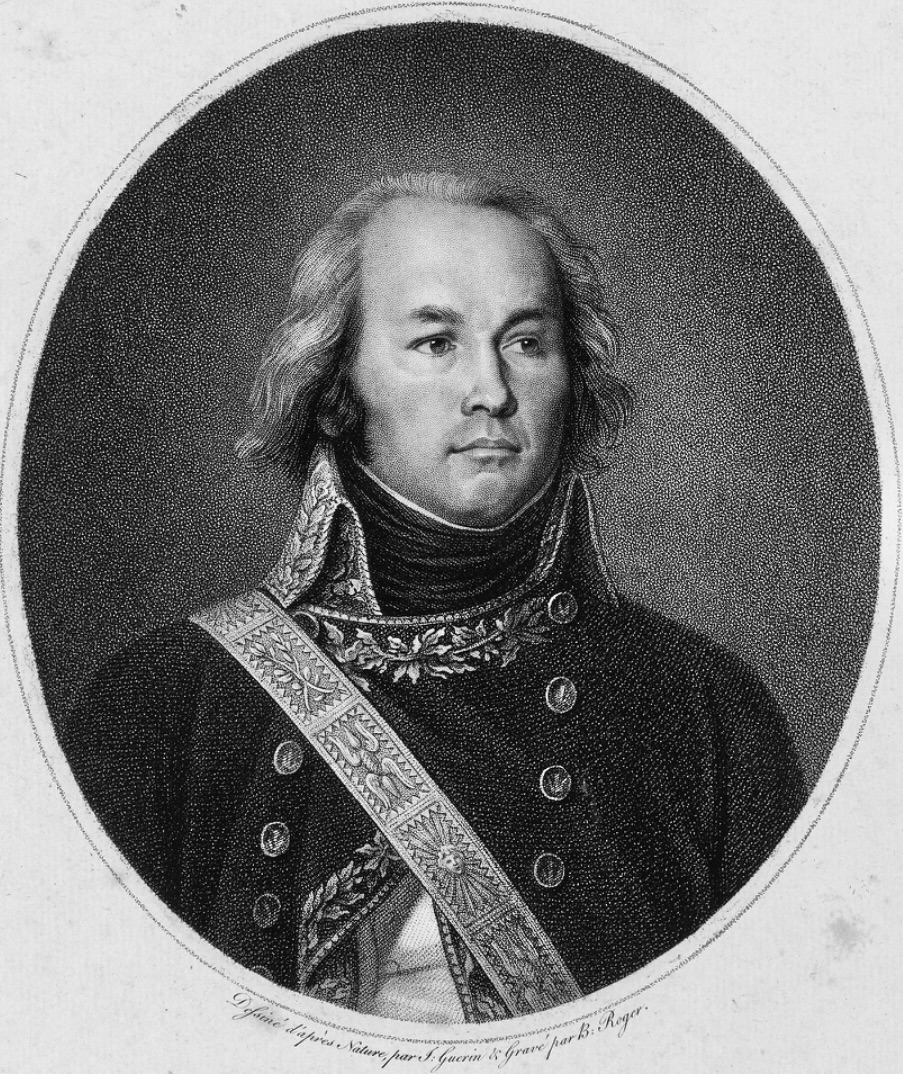
Lieutenant général Lecourbe (1802)

Frankreichs Donauarmee, welche unter Massena die Österreicher und Russen aus der Helvetischen Republik vertrieben hatte, war nach der Machtergreifung Bonapartes in der Armée du Rhin aufgegangen. Diese setzte unter dem 37-jährigen Moreau und seinem 32-jährigen Generalstabschef Dessoles im April 1800 den Kampf gegen Österreich mit vier Armeekorps fort:
- rechter Flügel unter Lecourbe (37'000–39'000 Kombattanten) in der Nordostschweiz,
- Reserve unter Moreau (ca. 30'000 Mann) bei Basel,
- Zentrum unter Saint-Cyr[18] (15'000–20'000 Mann) bei Neubreisach,
- linker Flügel unter Sainte-Suzanne[19] (15'000 Mann) bei Strassburg.[20]

Die österreichische Rheinarmee unterstand seit dem März nicht mehr dem friedenswilligen 28-jährigen Erzherzog Karl, sondern dem 65-jährigen Kray, der während Bonapartes Ägyptenabenteuer in Italien Erfolge gefeiert hatte. An Mannschaftsstärke war sie der französischen nahezu ebenbürtig, an Kavallerie und vor allem an Artillerie sogar überlegen, dazu aufgrund ihrer zentralen Stellung (Hauptquartier Donaueschingen) und der Zerstörung aller Brücken über den Hochrhein schwer angreifbar.
Der Rheinübergang östlich von Schaffhausen geschah auf Anweisung Bonapartes, der seinerseits zur Rückeroberung Italiens aufbrach. Moreau blieb aber bis zum Brückenschlag nicht im Süden des Flusses, wie der Erste Konsul gedacht hatte, sondern stiess am entgegengesetzten Ufer vor, um den Feind in den Schwarzwald zu locken und weiter von seinem linken Flügel in Vorarlberg zu entfernen. Nachdem das Gros der französischen Armee die Wutach erreicht hatte, sollte Lecourbe (wie im Vorjahr im Hochgebirge) die entscheidende Phase des Kampfes einleiten.
Vorher hatten Saint-Cyr und Sainte-Suzanne in den mittleren bzw. nördlichen Schwarzwald vorzustossen, während eine Division Lecourbes unter Vandamme den Feind zwischen Rheineck und Chur beunruhigte. Das Hauptquartier der Armee wurde zum Schein von Basel nach Colmar und dann nach Strassburg verlegt, jenes des rechten Flügels von Zürich nach St. Gallen.

## Pontoniermaterial
Lecourbe verfügte über fünf von 16 Kompanien des in zwei Bataillone eingeteilten französischen Pontonierkorps. Dessen Gründer und Kommandant, chef de brigade Dedon, bereitete den Rheinübergang von langer Hand vor. Er hatte am 25. September 1799 bei Dietikon eine entscheidende Neuerung eingeführt, indem er die Boote zum Übersetzen der Avantgarde ans Flussufer tragen liess, um den beim Transport mit Wagen auftretenden verräterischen Lärm zu vermeiden. Das beim Limmatübergang verwendete Material liess er dann nach Döttingen bringen, wo französische und helvetische Truppen zuvor den Österreichern und Russen unter Erzherzog Karl die Überquerung der Aare verwehrt hatten. Dort wurde es instand gesetzt und durch Lieferungen aus den Artilleriewerkstätten von Strassburg und den Rückbau von Schiffbrücken über die Reuss bei Windisch und über die Limmat bei Wettingen vermehrt.

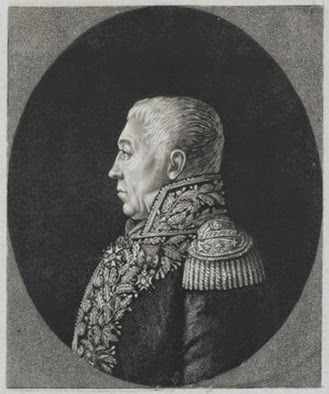
Chef de brigade Dedon

So kamen etwa 66 Boote zusammen, von denen aber ein Teil zur Wiederherstellung einer Brückenverbindung bei Laufenburg bestimmt war. Für Lecourbes Rheinübergang blieben 16 hölzerne Boote zum Bau einer Schiffsbrücke und 2 Nachen übrig, beides aus Strassburg, sowie 20 Boote und 12 kleine Pontons, die in der Schweiz requiriert worden waren. Sie wurden im März 1800 nach Kloten verbracht. 200 Artilleriepferde, deren Betreuer Beschuss gewohnt waren, zogen die Boote zum Übersetzen der Avantgarde. Die 600 Pferde hingegen, welche das Pontoniermaterial transportierten, gehörten Privatleuten in verschiedenen Kantonen.
Schon im Vorjahr hatte Dedon zudem Material für die Reparatur der unbrauchbar gemachten Brücke von Stein am Rhein bereitstellen lassen. Die Behörden der Kantone Zürich, Säntis und Thurgau waren angewiesen worden, «den fränkischen Truppen den Uebergang über den Rhein zu erleichtern und dadurch das Kriegstheater aus dem Gebiet der helvetischen Republik zu bringen».

## Übergangsstelle

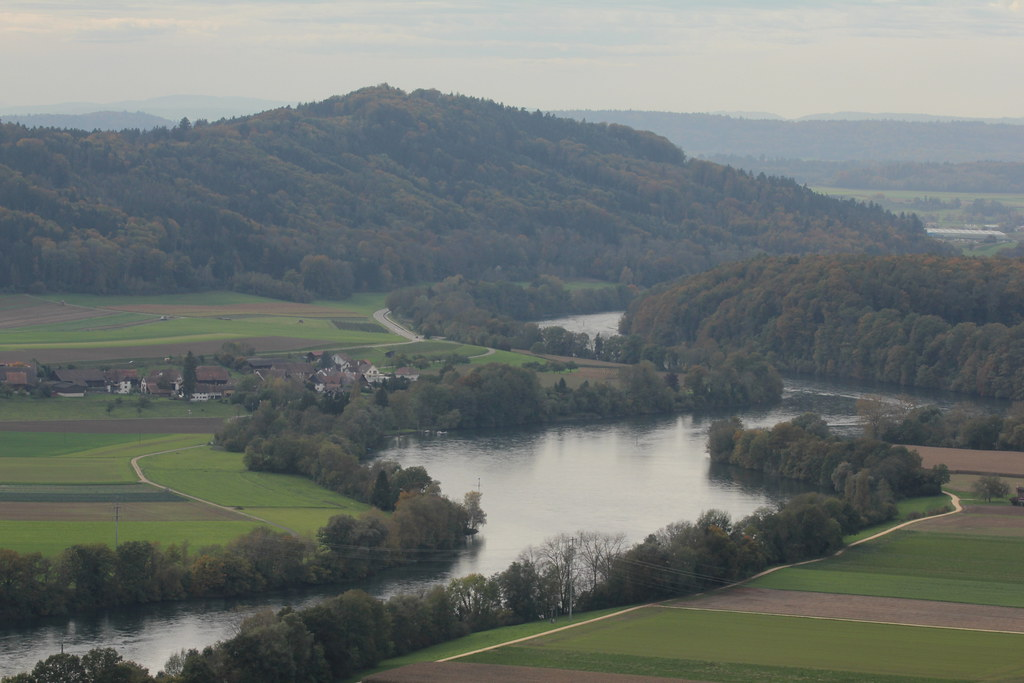
Übergangsstelle (vorne) und Rheinklingen (hinten)

Laut Clausewitz wählt ein Angreifer mit Vorteil «die von der Natur am wenigsten begünstigten Orte, wenn er sicher ist, uns dort am wenigsten zu begegnen».
Ein Reisender, der die Gegend von Rheinklingen 1804 besichtigte, schrieb, «daß bei einem einigermaßen ernsthaften Widerstande der Uebergang dem Anscheine nach hätte unmöglich seyn sollen».
In den Augen der Österreicher war der ganze Abschnitt zwischen Konstanz und Schaffhausen für einen Angriff der Franzosen wenig geeignet, so dass sie ihn nur mit 7 Bataillonen Infanterie und 14 Schwadronen Kavallerie (8000 Mann) unter Feldmarschallleutnant Lothringen und den Generalmajoren Hadik und Gavassini besetzten. Am Rhein zwischen Stein und Schaffhausen bildeten 1 Bataillon und 2 Schwadronen eine Postenkette. 2 Kompanien und 1 Schwadron standen  in Ramsen, 1 Bataillon zwischen Dörflingen und Schaffhausen, 1 Bataillon in Randegg, 5 Schwadronen zwischen Randegg und Thayngen, 1 Bataillon und 1 Schwadron bei Rielasingen und der schwache Rest des Korps bei Singen. Verschanzungen gab es bei Gailingen, Dörflingen und Büsingen. Auf einer Karte, die Dedon dem Buch über seine Flussübergänge beigab, sind am Nordufer des Rheins neben sechs Zelten der Postenkette auch zwei auf Rheinklingen gerichtete Geschütze in einer Schanze bei Bibermühle (Gemeinde Ramsen) eingezeichnet.
Dass der Übergang bei «Reichlingen» stattfinden werde, erwähnt Dessoles schon in einem Bericht an Kriegsminister Carnot vom 24. April. Laut Dedon lag die Stelle gleich weit von Hemishofen und Bibermühle entfernt. Molitor, der die am Untersee stationierte Brigade der Division Vandamme befehligte, hatte sie mit folgenden Argumenten vorgeschlagen:
- Auf beiden Seiten des Flusses verlaufen Strassen von Stein nach Schaffhausen.
- Der Fluss ist sehr schmal und lässt sich problemlos überqueren.[39]
- Das Südufer bietet der eigenen Artillerie eine ausgezeichnete Schussposition.
- Das steile Nordufer verunmöglicht dem Feind den Einsatz von Artillerie und Kavallerie und gewährt seiner Infanterie keine Deckung.[40]

300 m unterhalb von Hemishofen steht heute ein Gedenkstein mit der Inschrift: «Zur Erinnerung an den Übergang des rechten Flügels der französischen Rheinarmee unter General Lecourbe am 1. Mai 1800.» Im Fluss befindet sich an der Übergangsstelle der vermutlich aus Tuff bestehende Faarchopf.

## Anmarsch

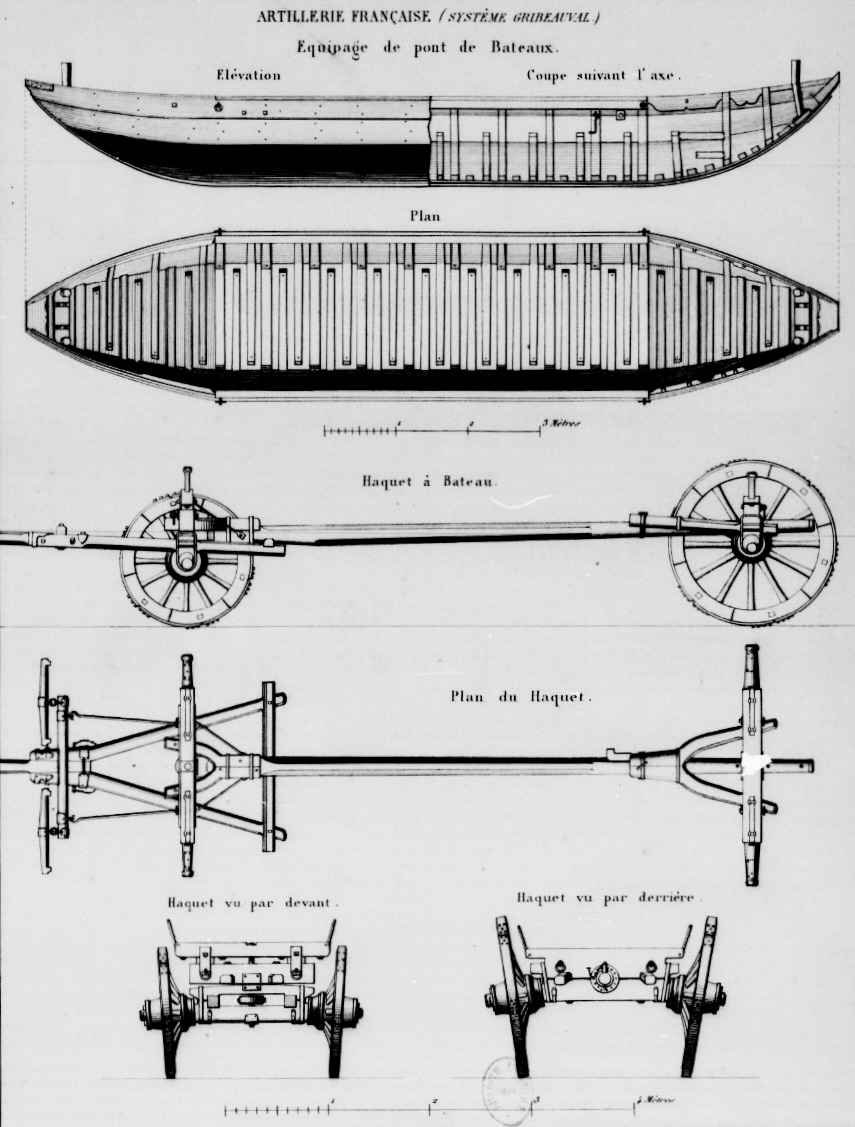
Boot für Schiffbrücke (System Gribeauval)

Der Feldzug begann am 25. April und verlief dank der Qualität der französischen Truppen und der mangelnden Inspiration des österreichischen Feldherrn nach Moreaus Plan, der durchaus riskant war. Kray musste eigene Offensivpläne aufgeben. Dass Saint-Cyr und Sainte-Suzanne nur Ablenkungsmanöver vollführten, erkannte er zwar, glaubte aber, sie würden dann Bonaparte nach Italien folgen.
Am 28. zog Lecourbe den rechten Flügel wie folgt zusammen:
- Division Vandamme: Stammheim
- Division Lorge: Gisenhard
- Division Montrichard: Schlattingen, Truttikon
- Reservedivision Nansouty: Waltalingen, Ossingen
- Brückentrain: zwischen Andelfingen und Ossingen
- Hauptquartier: Ossingen (Schloss Wyden?)

Mit Verpflegung für vier Tage versehen, verschoben die Truppen sich unter grösster Geheimhaltung an diese Standorte. Ihre Lagerfeuer durften vom rechten Rheinufer aus nicht gesehen werden.
Der 29-jährige Divisionär Vandamme, dessen 9000 Mann als erste übersetzen sollten, verfügte über zwei Bataillone der 1. leichten Halbbrigade, drei Halbbrigaden Linieninfanterie (Nr. 36, 83 und 94), das 8. Husarenregiment, eine Kompanie reitende Artillerie, zwei Geschütze der Fussartillerie und eine Sapeurkompanie. (Brigaden Laval und Molitor, die Brigade Jardon blieb in der Helvetischen Republik.)

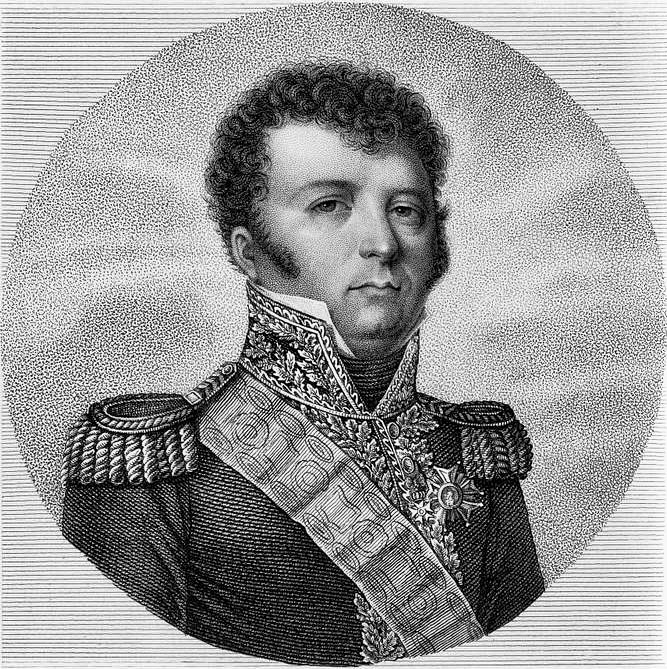
Der spätere Lieutenant géneral Vandamme (nach 1815/24)

Am 29. zog Lecourbe die an der Rheinlinie stehenden Verbände an sich, so dass in Diessenhofen der Eindruck entstand, er plane abzuziehen. Als der Brückentrain bereits bei Schloss Girsberg angelangt war, wurde der Flussübergang vom 30. April auf den 1. Mai verschoben. Lecourbe, Dedon und einige Generalstabsoffiziere benützten den 29., um verkleidet die Übergangsstelle zu rekognoszieren. Dabei wurden sie vom Kommandanten der Besatzung von Hemishofen beobachtet, doch erkannten die Österreicher den Grund ihrer Anwesenheit nicht.
Am 30. instruierte Dedon an Ort und Stelle die wichtigsten Pontonieroffiziere. In der Nacht zum 1. Mai trafen dann als erste die Boote zum Übersetzen der Avantgarde ein. Sie wurden von Etzwilen zum Steilufer gefahren, von Hand hinuntergeschleift und auf den Schultern ans Wasser getragen. Dabei erhielten die Pontoniere Unterstützung von einem Detachement Sapeure und vom selben Bataillon der 37. Halbbrigade wie in Dietikon. Der Boden war vom Regen durchweicht; Dedon, der mit gutem Beispiel vorangehen wollte, rutschte aus und verrenkte sich das Handgelenk. Auch die Artillerie traf ein; auf Dedons Karte sind 16 Geschütze in vier Stellungen eingezeichnet. Obschon alles in der grössten Stille geschah, scheinen die Peterwardeiner (slawonische Grenzinfanteristen), welche die Postenkette oberhalb des Rheinufers bildeten, Lunte gerochen zu haben; sie beschränkten sich aber auf vermehrtes Patrouillieren.

## General Molitor

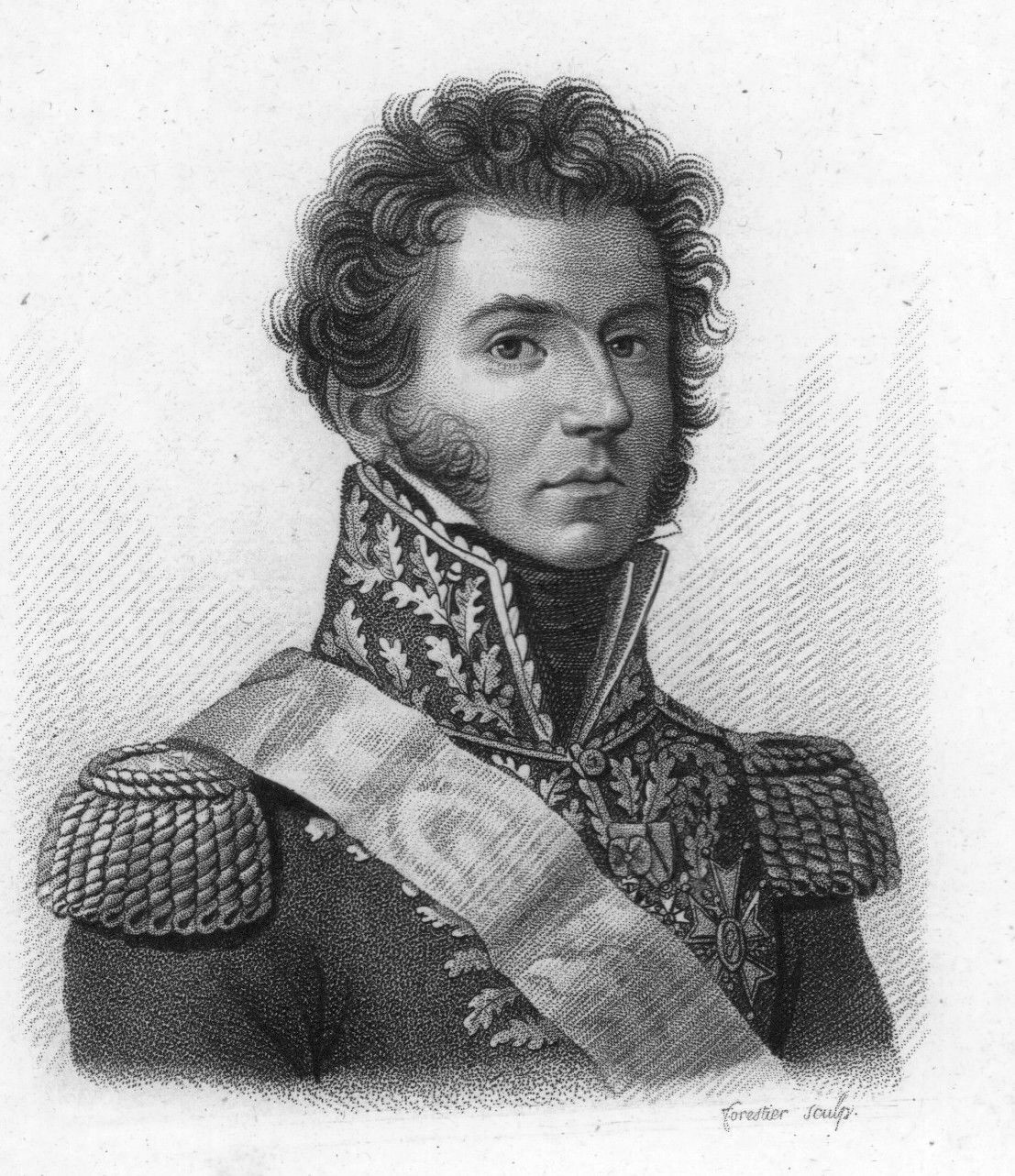
Der spätere Maréchal de France Molitor

Gegen 4 Uhr brach der Tag an, so dass der Landungsversuch entdeckt wurde und Musketenfeuer einsetzte. Nun stiessen die Pontoniere die Boote ins Wasser, um die Avantgarde überzusetzen. Diese wurde vom 30-jährigen Brigadegeneral Molitor angeführt, den Carrion «une de nos grandes capacités militaires» nennt. Ihm hätten das 1. und das 2. Bataillon der 1. leichten Halbbrigade folgen sollen, doch waren diese in der Dunkelheit vom Weg abgekommen oder vom Brücken- und Artillerietrain aufgehalten worden. Der Held der Schlacht bei Näfels (1. Oktober 1799) und spätere Maréchal de France liess sich dadurch aber nicht aufhalten und bestieg mit seinem Aide de camp Fridolsheim und 30 Karabiniers das erste Boot.
Weil die starke Strömung die Überfahrt verlängerte, erlitten mehrere seiner Begleiter Schusswunden. Die Artillerie begann der kleinen Truppe erst Feuerschutz zu geben, als diese das Gegenufer erreichte und den feindlichen Tirailleurs mit dem Bajonett zu Leibe rückte. Molitor folgten freiwillig vier Kompanien der 36. Halbbrigade und unmittelbar darauf die im Laufschritt eintreffenden verspäteten Bataillone.

## Gefecht bei Büsingen
Zur gleichen Zeit fand weiter westlich eine riskante Operation statt, die von der Rheinüberquerung bei Rheinklingen ablenken sollte: Vom Kloster Paradies aus setzte Brigadegeneral Goullus von der Division Lorge mit zwei Bataillonen der 10. leichten Halbbrigade auf zwölf Booten über den Rhein. Zwar konnte er sich am rechten Ufer festsetzen, wegen des heftigen Widerstands der Österreicher aber weder Büsingen noch Buchthalen einnehmen.
Inzwischen liess Molitor Fridolsheim mit der Hälfte des 1. Bataillons der 1. leichten Halbbrigade Stein am Rhein besetzen. Die andere Hälfte eilte Goullus zu Hilfe. Mit dem 2. Bataillon trat der Kommandant der Avantgarde den Österreichern entgegen, die zwischen Wilen und Ramsen zu einem Gegenangriff ansetzten. Ihre Infanterie floh darauf trotz Artillerieunterstützung, während die Kavallerie Molitor Zeit liess, ein Karree zu bilden, das zwei Attacken abwehrte.
Johannes Tobler, der vor der österreichischen Besetzung Regierungsstatthalter des Kantons Schaffhausen gewesen war und dieses Amt nochmals vom 1. bis zum 3. Mai 1800 ausübte, berichtete dem Vollziehungsausschuss der Helvetischen Republik:

«[…] sowie die Bataillons jenseits ankamen, formirten sie sich in kleine Colonnen und durchstreiften das Thal zwischen dem Galinger [Gailinger]- und Steiner-Berg in verschiednen Richtungen mit solchem Muth und Schnelligkeit, dass ihnen die im Rülisinger [Rielasinger]-Wald versteckten Batterien wenig Schaden zufügen konnten, und der Feind keine Zeit fand, beträchtliche Truppencorps zu sammlen […]»

Nach den genannten Verbänden setzten die Boote zahlreiche weitere über (von der 10., 83., 84. und 94. Halbbrigade), so dass der Erfolg des Vorstosses gesichert war.

## Einsatz von Kindern
Währenddessen wurden die Bestandteile der Schiffbrücke über eine steile Rampe zum Fluss hinuntergelassen, wobei sich die Schweizer mit den requirierten Pferden vom Eifer der Franzosen anstecken liessen und niemand verunfallte. Sobald ein Boot eingebaut war, ertönte auf Anordnung Vandammes Militärmusik.
Nachdem die Brücke fertiggestellt war, überquerten auch der Rest der Infanterie, die Kavallerie und die Artillerie den Rhein, wobei Dedon und Adjudant-commandant Lecamus Mühe hatten, den Ansturm in geordnete Bahnen zu lenken. Eine beim nördlichen Brückenkopf erstellte Rampe erwies sich als zu wenig tragfähig, doch fand sich in der Nähe eine befahrbare natürliche Rampe.
Als die in Kloten zu trocken gelagerte Schiffbrücke Wasser aufzunehmen begann, griff Dedon zu einem nach heutigem Kriegsvölkerrecht verbotenen Mittel:

«Ich schickte sofort Husarendetachemente in die Dörfer Rheinklingen und Etzwilen mit dem Auftrag, alle Kinder mit den Eimern, Schüsseln und Küchengeräten, die sie dort finden konnten, zu mir zu bringen. Ich setzte in jedes Boot zwei oder drei dieser Kinder, die das Wasser bald ausgeschöpft hatten, und so bestand, nachdem sich die Planken nach ein paar Stunden vollgesogen hatten, keine Gefahr mehr.»

Gemäss Dedon hatten um 9 Uhr alle vier Divisionen übergesetzt. Fünf Tage später zitierte Frankreichs Regierungsorgan Le Moniteur Universel aus einem Bericht von Dessoles an Carnot, Lecourbe habe «seine Mittel mit solcher Präzision kombiniert, dass die Brücke nach anderthalb Stunden fertiggestellt war und nach drei Stunden sein ganzes Korps rechts des Rheins Stellung bezogen hatte».

## Einnahme Schaffhausens

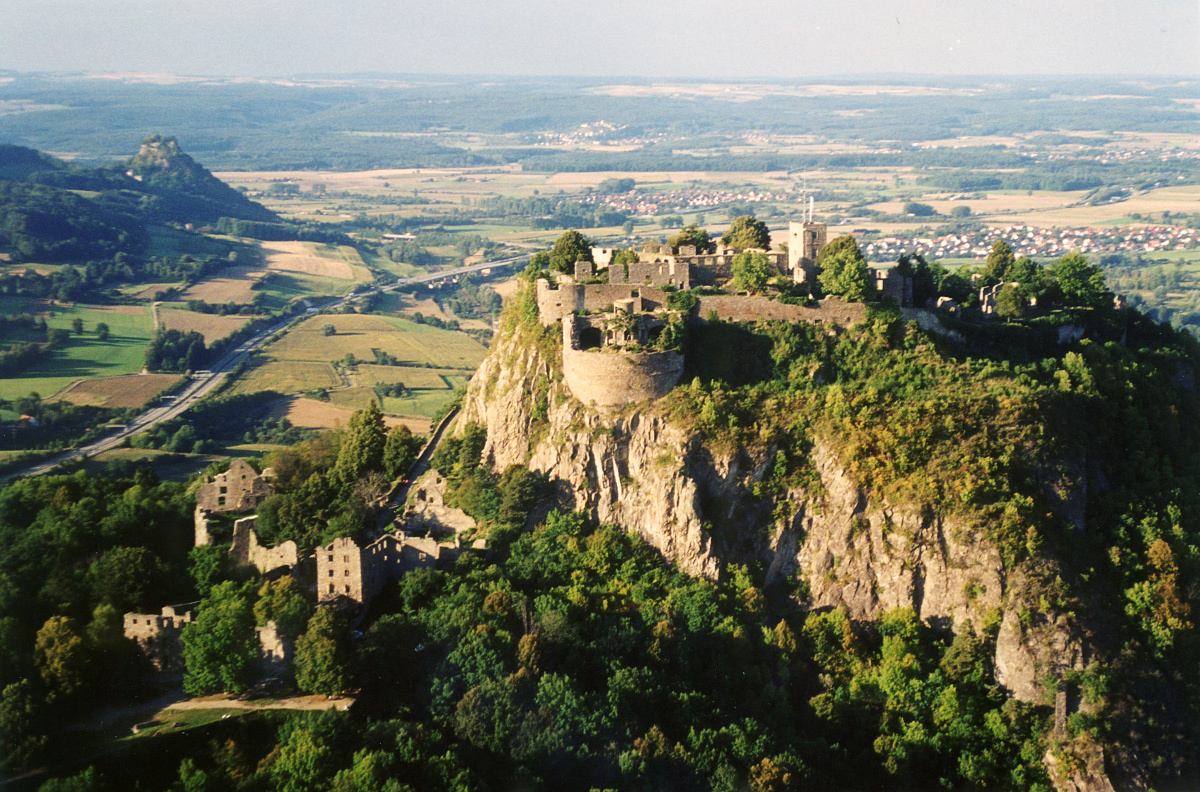
Geschleifte Festung Hohentwiel

Vandammes Vormarsch nach Nordosten wurde durch eine Attacke von Dragonern des Regiments Coburg verzögert, doch musste Generalmajor Gavassini sich gegen 2 Uhr aus Singen nach Stockach zurückziehen. Noch am selben Tag streckte die Festung Hohentwiel des neutralen Herzogtums Württemberg auf Aufforderung Vandammes die Waffen. Im darauffolgenden Winter wurde sie geschleift.
Lorge, der als zweiter nach Vandamme übergesetzt hatte, schickte die 67. Halbbrigade und das 7. Husarenregiment unter Brigadegeneral Bontemps auf der Uferstrasse Richtung Schaffhausen. Diese stiessen gegen 10 Uhr auf ein österreichisches Detachement, das die Anhöhen im Norden von Gailingen besetzt hielt, sich aber nach einer Viertelstunde zurückzog. Um 11 Uhr kam es in Dörflingen zu einem weiteren Gefecht mit einer Kompanie und einer Schwadron unter dem Befehl von Generalmajor Hadik, dem Lothringen das Kommando über den rechten Flügel übertragen hatte. Als Hadik erfuhr, dass Randegg, Gottmadingen und Buch bereits in französischer Hand waren, zog er sich über Thayngen nach Engen zurück. Westlich von Büsingen entsetzte Lorge die beiden Bataillone der 10. leichten Halbbrigade unter Goullus, die bei Paradies den Rhein überquert hatten. Gegen 2 Uhr besetzte er die Anhöhen bei Schaffhausen. Ein Versuch der Österreicher, die Stadt im Sturm zurückzuerobern, schlug fehl.
Eine Brigade der Division Montrichard unter dem Walliser Generaladjutanten Schiner marschierte zur Unterstützung der Division Lorge nach Dörflingen, die andere unter Brigadegeneral Daultanne nach Randegg. Die Reservedivision Nansouty, die aus den beiden Grenadierbataillonen des Armeekorps und drei Kavallerieregimentern bestand, unternahm – immer noch am 1. Mai – einen Erkundungsvorstoss nach Steisslingen.
Unterdessen hatte Dedon einen Teil der Pontoniere und des Brückentrains unter Leitung von Hauptmann Henri nach Stein am Rhein geschickt, um dessen Brücke wieder passierbar zu machen. Werkzeug und Material, um die im Vorjahr bereitgestellten Tragbalken und Bodenbretter zu montieren, wurden von den Einwohnern zur Verfügung gestellt. So war die Instandsetzung des 120 m langen Bauwerks, von dem nur die Brückenlager übrig geblieben waren, um 3 Uhr abgeschlossen. Die Schiffbrücke bei Rheinklingen wurde am folgenden Tag nach Paradies versetzt.

## Serie von Siegen

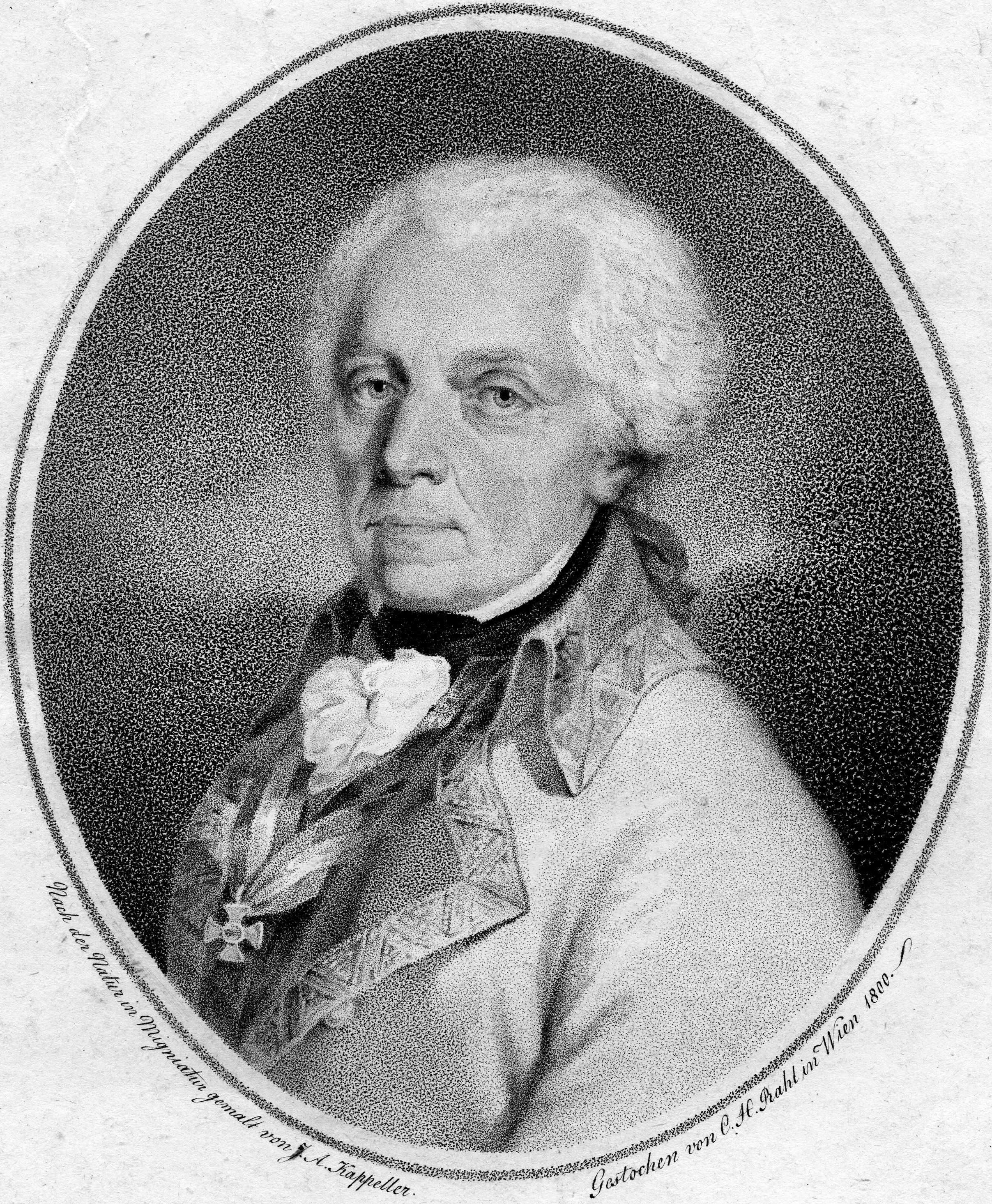
Feldzeugmeister Kray (1800)

Am Abend befand sich der ganze Kanton Schaffhausen in der Hand der Franzosen. Ihre Standorte waren:
- Division Vandamme: Hohentwiel, Singen, Worblingen, Moos
- Division Lorge: Schaffhausen, Neunkirch
- Division Montrichard: Dietlishof–Bietingen–Herblingen[72]
- Reservedivision Nansouty: Rheinklingen
- Hauptquartier: Ramsen[73]

Aus Berichten über Plünderungen, die in Ramsen begangen wurden, geht hervor, dass am Rheinübergang auch Truppen der Helvetischen Republik beteiligt waren. Diese durften die Landesgrenze nicht überschreiten. In der Folge wurde die Helvetische Legion zur Bewachung von Gefangenen eingesetzt.
Lothringen verlor am 1. Mai 1100 Mann. Allein das Infanterieregiment Karl Schröder, welches Anfang Jahr 3700 Mann im Hegau stehen gehabt hatte, büsste an diesem Tag einen Viertel seines Bestandes (800 Mann) ein. Dies vor allem bei Ramsen und Obergailingen, und zwar mehr als zur Hälfte durch Gefangennahme. Der Verlust des Dragonerregiments Coburg betrug 76 Mann.
Der glücklose Kray verlor innert Wochenfrist drei Schlachten:
- am 3. Mai bei Engen und Stockach gegen Moreau (84'000 Franzosen, 72'000 Kaiserliche),
- am 5. Mai bei Messkirch gegen Moreau (52'000 Franzosen, 48'000 Kaiserliche),
- am 9. Mai bei Biberach gegen Saint-Cyr (25'000 Franzosen, 20'000 Kaiserliche).

In der ersten Schlacht verloren die Franzosen 3000 Mann, die Kaiserlichen 7000; in der zweiten die Franzosen 3000 Mann, die Kaiserlichen 4000; in der dritten die Franzosen 2000, die Kaiserlichen 4000.
Nach weiteren Siegen der Franzosen unter Bonaparte in Oberitalien (Schlacht bei Marengo) und unter Moreau in Bayern (Schlacht bei Hohenlinden) sah Kaiser Franz II. sich gezwungen, Ende des Jahres 1800 den Waffenstillstand von Steyr und Anfang 1801 den Frieden von Lunéville zu schliessen, in dem er unter anderem die Helvetische Republik anerkannte.

## Korporal Garrick

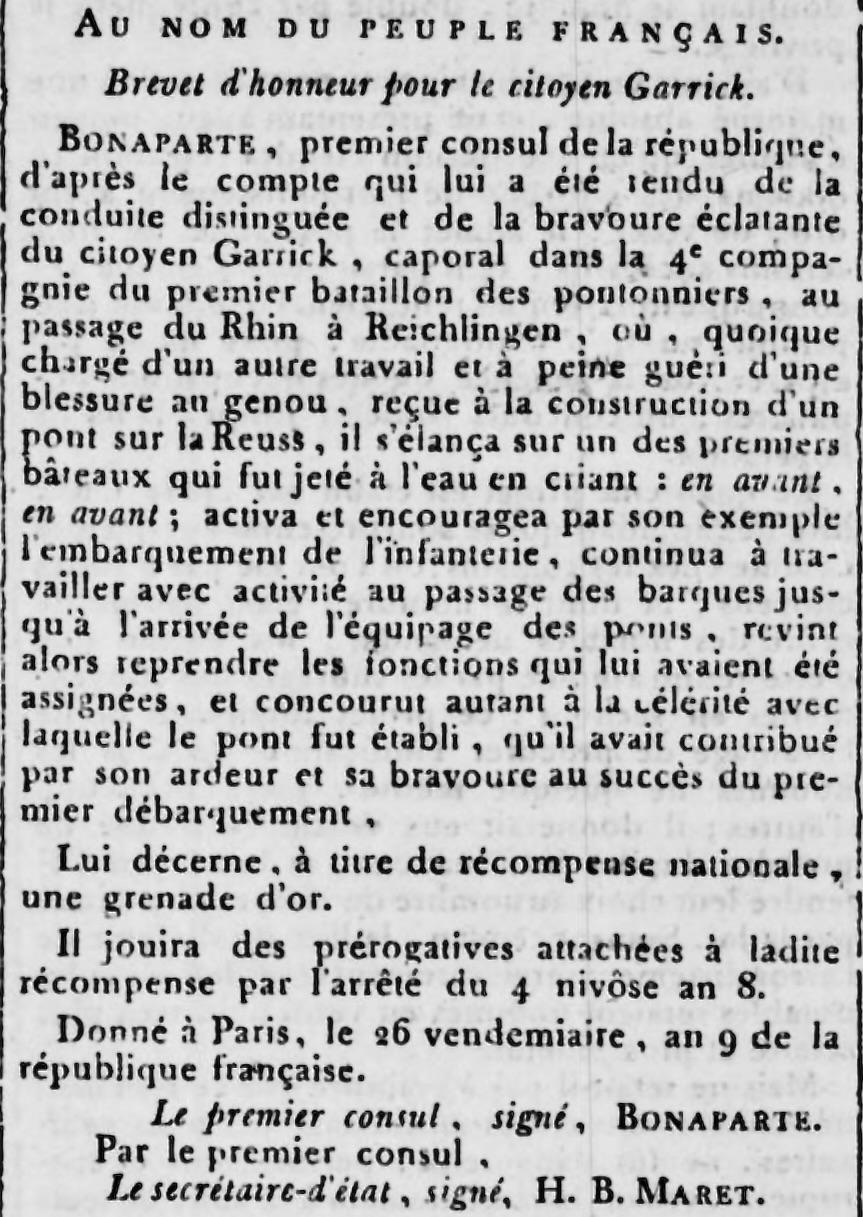
Le Moniteur Universel (18. Oktober 1800)

Weil Moreau und Lecourbe als Rivalen und politische Gegner Bonapartes der Damnatio memoriae verfielen, gerieten ihre militärischen Erfolge in Vergessenheit.
Dedon erhielt vom Ersten Konsul einen Säbel aus den Manufakturen von Versailles, jedes der beiden Pontonierbataillone ein Ehrengewehr. Von den Pontonieroffizieren, die meist schon am Limmatübergang bei Dietikon mitgewirkt hatten, avancierte Hauptmann Chapelle zum Chef de bataillon, Leutnant Nanot zum Hauptmann.
Korporal Garrick wurde von Bonaparte – weil die Pontoniere der Artillerie unterstanden – mit einer goldenen Granate ausgezeichnet. Obwohl er an der Reuss verletzt worden war und erst beim Brückenschlag hätte mitwirken sollen, war er beim Einsetzen des gegnerischen Feuers in eines der Boote gesprungen, worauf diese beschleunigt hinübergerudert und die Kroaten in die Flucht geschlagen wurden. «Dann kehrte er zurück zu den ihm übertragenen Aufgaben und trug ebenso viel zur Schnelligkeit bei, mit der die Brücke errichtet wurde, wie er durch seinen Eifer und seine Tapferkeit zum Erfolg der ersten Landung beigetragen hatte.»

## Benützte Literatur
Dedon (1801) und Picard (1907) werden in den Fussnoten abgekürzt.
- Bulletin Helvétique. Band 13, Lausanne 1800, 6. Mai, S. 39 f., 16. Mai, S. 114 (Digitalisat).
- Gazette nationale ou le Moniteur universel. Paris 1800, 6. Mai, S. 914 (Digitalisat); 17. Mai, S. 957 (Digitalisat); 19. Mai, S. 966 (Digitalisat); 20. Okt., S. 107 (Digitalisat).
- Züricher Zeitung. 1800, 6. Mai, S. 5 f. (Digitalisat), 9. Mai, S. 4 (Digitalisat), 13. Mai, S. 4 (Digitalisat).
- Alphons Pfyffer: Der Freyheitsfreund oder das alte helvetische Tagblatt. Luzern, 7. Mai 1800, S. 2 f. (Digitalisat).
- Wiener Zeitung. 10. Mai 1800, S. 1523 f. (Digitalisat).
- François-Louis Dedon-Duclos: Relation détaillée du passage de la Limat, effectué le 3 vendémiaire an 8; suivie de celle du passage du Rhin, du 11 floréal suivant […]. Didot jeune, Paris an 9 (1801), S. 146–172 (Digitalisat), Karte 2 (Digitalisat), zitiert als Dedon (1801).
- Aurora, eine Zeitschrift aus dem südlichen Deutschland. München, Jänner 1804, S. 334 (Digitalisat).
- Heinrich Philipp Reinhard von Porbeck (Hrsg.): Neue Bellona oder Beyträge zur Kriegskunst und Kriegsgeschichte. Leipzig, 6. Band, 1. Heft, Jahrgang 1804, S. 331 f. (Digitalisat).
- J[ean-]D[aniel] Fridolsheim. In: François Babié, Jacques Grasset Saint-Sauveur: Archives de l’honneur, ou Notices sur la vie militaire […], 1. Band, Laurens aîné, Paris 1805, S. 137–141, hier: S. 140 (Digitalisat).
- Pierre-Nicolas Chantreau: Élémens d’histoire militaire, divisés en élémens historiques et biographie militaire […]. Élémens historiques. Magimel/Bernard, Paris 1806, S. 159 f. (Digitalisat).
- Alexandre-Frédéric Drieu: Le guide du pontonnier […]. F. Poisson, Caen 1815 (Digitalisat).
- Victoires, conquêtes, désastres, revers et guerres civiles des Français de 1792 à 1815 […]. 12. Band, Charles Louis Fleury Panckoucke, Paris 1819, S. 151–154, Umzeichnung von Dedons Karte (Digitalisat).
- Antoine-Henri Jomini: Histoire critique et militaire des guerres de la Révolution. Nouvelle édition, 13. Band. Anselin et Pochard, Paris 1824, S. 127 ff. (Digitalisat).
- Henri de Carrion-Nizas: Campagne des Français en Allemagne. Année 1800. In: Memorial du Dépôt général de la guerre. Band 5, Cr. Picquet, Paris 1829, S. 18, 86 f., 141, 161–163, 177, 224 f., 233 (Digitalisat).
- Précis des opérations du général Molitor, pendant la campagne de 1800, à l’armée du Rhin, commandée par le général Moreau. In: Spectateur militaire. Band 9, Paris, 15. April 1830, S. 239–272, hier: 239–241 (Digitalisat).[80]
- Johann Adam Pupikofer: Geschichte des Thurgaus. 2. Hälfte. Trachsler, Zürich 1830, S. 342 (Digitalisat).
- Carl von Clausewitz: Vom Kriege. 2. Theil (Hinterlassene Werke [hrsg. v. Marie von Clausewitz], 2. Band). Ferdinand Dümmler, Berlin 1833, S. 295 (Digitalisat).
- Johann Gottfried von Hoyer: Befestigungs-Kunst und Pionnier-Dienst. 2. Abtheilung, Friedrich August Herbig, Berlin 1834, S. 930 (Digitalisat).
- Der Feldzug 1800 in Deutschland. Nach östreichischen Originalquellen. (1. Teil.) In: Oestreichische militärische Zeitschrift (Wien). 1836, 1. Band, S. 243–274, hier: S. 253–255, 261–263, 266–273 (Digitalisat).
- A. Liévyns, Jean-Maurice Verdot, Pierre Bégat: Fastes de la Légion-d’honneur. Biographie de tous les décorés […]. 5 Bände, Bureau de l’administration, Paris 1842–1847 (1: Digitalisat; 2: Digitalisat; 3: Digitalisat; 4: Digitalisat; 5: Digitalisat).
- Adolphe Thiers: Histoire du Consulat et de l’Empire […]. 1. Band, Paulin, Paris 1845, S. 296–298 (Digitalisat).
- Karl von Martens: Geschichte von Hohentwiel. J. B. Metzler, Stuttgart 1857, S. 201–206, 212 f., 265 f. (Digitalisat).
- Ildephonse Favé: Études sur le passé et l’avenir de l’artillerie. Ouvrage continué sur le plan de l’Empereur [Napoleon III.]. 4. Band, J. Dumaine, Paris 1863, S. 163–165 (Digitalisat), Tafel 99 (Digitalisat).
- Johann Adam Pupikofer: Thurgauische Kriegsgeschichte […]. In: Thurgauische Beiträge zur vaterländischen Geschichte (Frauenfeld). 7. Heft, 1866, S. 1–118, hier: S. 113–116 (Digitalisat).
- Albert Du Casse: Le général Vandamme et sa correspondance. 2. Band, Didier et Cie., Paris 1870, S. 72 f. (Digitalisat).
- Schmid: Erlebnisse des Pfarrers von Schlatt bei Dießenhofen, Melchior Kirchhofer, in den Kriegsjahren 1798–1800. In: Thurgauische Beiträge zur vaterländischen Geschichte (Frauenfeld). 19. Heft, 1879, S. 101–123, hier: S. 119 (Digitalisat).
- Gustav Ritter Amon von Treuenfest: Geschichte des kaiserl. und königl. Kärnthnerischen Infanterie-Regimentes Feldmarschall Graf von Khevenhüller Nr. 7. Verlag des Regimentes, Wien 1891, S. 436–439 (Digitalisat).
- Reinhold Günther: Geschichte des Feldzuges von 1800 in Ober-Deutschland, der Schweiz und Ober-Italien. J. Huber, Frauenfeld 1893, S. 102–106, 182  (Digitalisat).
- Eugène Caziot: Historique du corps des pontonniers. Henri Charles-Lavauzelle, Paris/Limoges 1894, S. 9 ff., 55–59, 227, 257, 279, 285, 294 f. (Digitalisat).
- Johannes Strickler (Hrsg.): Amtliche Sammlung der Acten aus der Zeit der Helvetischen Republik (1798–1803) […]. 5. Band, Stämpfli & Cie., Bern 1895, S. 93–96, 1072 f. (Digitalisat).
- Robert Lang: Die Schicksale des Kantons Schaffhausen in den Jahren 1800 und 1801. In: Schaffhauser Neujahrsblatt (Digitalisat). 11/1901, hier: S. 6–27 (mit Illustrationen des Schaffhauser Bataillenmalers Johann Georg Ott).
- Ernest Picard: La campagne de 1800 en Allemagne. 1. Band, R. Chapelot & Ce, Paris 1907, S. 330–354 (Digitalisat), zitiert als Picard (1907).
- Gaston Bodart (Hrsg.): Militär-historisches Kriegs-Lexikon (1618–1905). C. W. Stern, Wien/Leipzig 1908, S. 352 f. (Textarchiv – Internet Archive).
- Camille Lévi (Hrsg.): Mémoires du Capitaine Duthilt. J. Tallendier, Lille 1909 (Digitalisat), S. 131 f.[81]
- Calsow: Flußübergänge im Kriege. In: Kriegstechnische Zeitschrift (Berlin). 14. Jahrgang, 1911, S. 341–348, 418–428, 465–472, hier: S. 422–424 (Digitalisat).
- Georges Six: Dictionnaire biographique des généraux & amiraux français de la Révolution et de l’Empire,  1792–1814. 2 Bände, Georges Saffroy, Paris 1934 (1: Digitalisat; 2: Digitalisat).
- Albert Hug: Aus der Geschichte des Dorfes Ramsen zur Zeit der Helvetik. In: Schaffhauser Beiträge zur vaterländischen Geschichte (Thayngen). 15. Heft, 1938, S. 161–182, hier: S. 167 ff. (Digitalisat).
- Christian Birchmeier: Die Brückenschläge von Büsingen und Rheinklingen 1799 und 1800 (mit Aspekten zur Geschichte der Rheinbrücken zwischen Stein am Rhein und Schaffhausen). Selbstverlag, [Stein am Rhein] 2001, ISBN 978-3-9522515-2-2, S. 18–23.
- Jürg Stüssi-Lauterburg et al.: Weltgeschichte im Hochgebirge. Merker im Effingerhof, Lenzburg 2005, ISBN 978-3-85648-092-9.
- Antonio Schmidt-Brentano: Kaiserliche und k. k. Generale (1618–1815). Österreichisches Staatsarchiv, Wien 2006 (Digitalisat).
- Erwin Eugster et al.: Stein am Rhein. Geschichte einer Kleinstadt. Stamm, Schleitheim 2007, S. 209 f., 308.

## Fussnoten
1. ↑  Général en chef.
2. ↑  Lieutenant général (Général de corps d’armée).
3. ↑  Général de division.
4. ↑  Général de brigade, später Maréchal de France.
5. ↑  Chef de brigade François-Louis Dedon-Duclos, später Lieutenant général.
6. ↑  Feldzeugmeister.
7. ↑  Feldmarschallleutnant Joseph Prinz von Lothringen-Vaudémont, später General der Kavallerie.
8. ↑  Generalmajor Andreas Hadik von Futak, später General der Kavallerie.
9. ↑  Lothringen. Der Feldzug 1800 in Deutschland. Nach östreichischen Originalquellen. (1. Teil.) In: Oestreichische militärische Zeitschrift (Wien). 1836, 1. Band, S. 243–274, hier: S. 267 (Digitalisat).
10. ↑  Rheinklingen. Picard (1907), S. 353 (Digitalisat).
11. ↑  Büsingen. Gaston Bodart (Hrsg.): Militär-historisches Kriegs-Lexikon (1618–1905). C. W. Stern, Wien/Leipzig 1908, S. 352 (Textarchiv – Internet Archive).
12. ↑  Lothringen. Picard (1907), S. 353 (Digitalisat).
13. ↑  Büsingen. Gaston Bodart (Hrsg.): Militär-historisches Kriegs-Lexikon (1618–1905). C. W. Stern, Wien/Leipzig 1908, S. 352 (Textarchiv – Internet Archive).
14. ↑  Reinhold Günther: Geschichte des Feldzuges von 1800 in Ober-Deutschland, der Schweiz und Ober-Italien. J. Huber, Frauenfeld 1893, S. 105 (Digitalisat).
15. ↑  Zweite Schlacht bei Zürich (25./26. September 1799), Schlacht bei Näfels (1. Oktober 1799). Die Kantone Schaffhausen (bis auf den Distrikt Diessenhofen), Rätien, Bellinzona und Lugano sowie das Rafzerfeld waren noch von den Österreichern besetzt.
16. ↑  Staatsstreich des 18. Brumaire VIII (9. November 1799).
17. ↑  Général de division, später Ministerpräsident.
18. ↑  Général de division, später Maréchal d’Empire und Kriegsminister.
19. ↑  Gilles Joseph Martin Bruneteau de Sainte-Suzanne, Général de division.
20. ↑  Dedon (1801), S. 140 f. (Digitalisat).
21. ↑  Jürg Stüssi-Lauterburg et al.: Weltgeschichte im Hochgebirge. Merker im Effingerhof, Lenzburg 2005, ISBN 978-3-85648-092-9.
22. ↑  Henri de Carrion-Nizas: Campagne des Français en Allemagne. Année 1800. In: Memorial du Dépôt général de la guerre. Band 5, Cr. Picquet, Paris 1829, S. 161 f. (Digitalisat); Reinhold Günther: Geschichte des Feldzuges von 1800 in Ober-Deutschland, der Schweiz und Ober-Italien. J. Huber, Frauenfeld 1893, S. 98 f.  (Digitalisat).
23. ↑  Picard (1907), S. 330 f. (Digitalisat).
24. ↑  Dedon (1801), S. 138–146 (Digitalisat).
25. ↑  Jonathan Zabern (I/4), Chapelle (II/1), Henri (II/5), Galland (II/7), Lefranc (II/8). Eugène Caziot: Historique du corps des pontonniers. Henri Charles-Lavauzelle, Paris/Limoges 1894, S. 55, 227, 257 (Digitalisat).
26. ↑  A. Liévyns, Jean-Maurice Verdot, Pierre Bégat: Fastes de la Légion-d’honneur. Biographie de tous les décorés […]. 3. Band, Bureau de l’administration, Paris 1844, S. 161 f. (Digitalisat); Eugène Caziot: Historique du corps des pontonniers. Henri Charles-Lavauzelle, Paris/Limoges 1894, S. 9 ff., 294 f. (Digitalisat).
27. ↑  Heinrich Philipp Reinhard von Porbeck (Hrsg.): Neue Bellona oder Beyträge zur Kriegskunst und Kriegsgeschichte. Leipzig, 6. Band, 1. Heft, Jahrgang 1804, S. 331 f. (Digitalisat).
28. ↑  Gefecht bei Döttingen, 17. August 1799.
29. ↑  Länge 11,5 m, Breite 1,4 m. Ildephonse Favé: Études sur le passé et l’avenir de l’artillerie. Ouvrage continué sur le plan de l’Empereur [Napoleon III.]. 4. Band, J. Dumaine, Paris 1863, S. 164 (Digitalisat).
30. ↑  Dedon (1801), S. 150–153, 156 (Digitalisat).
31. ↑  Johannes Strickler (Hrsg.): Amtliche Sammlung der Acten aus der Zeit der Helvetischen Republik (1798–1803) […]. 5. Band, Stämpfli & Cie., Bern 1895, S. 93–96 (Digitalisat).
32. ↑  Carl von Clausewitz: Vom Kriege. 2. Theil (Hinterlassene Werke [hrsg. v. Marie von Clausewitz], 2. Band). Ferdinand Dümmler, Berlin 1833, S. 295 (Digitalisat).
33. ↑  Aurora, eine Zeitschrift aus dem südlichen Deutschland. München, Jänner 1804, S. 334 (Digitalisat).
34. ↑  Der Feldzug 1800 in Deutschland. Nach östreichischen Originalquellen. (1. Teil.) In: Oestreichische militärische Zeitschrift (Wien). 1836, 1. Band, S. 243–274, hier: S. 262, 267 (Digitalisat); Gustav Ritter Amon von Treuenfest: Geschichte des kaiserl. und königl. Kärnthnerischen Infanterie-Regimentes Feldmarschall Graf von Khevenhüller Nr. 7. Verlag des Regimentes, Wien 1891, S. 436 (Digitalisat).
35. ↑  Henri de Carrion-Nizas: Campagne des Français en Allemagne. Année 1800. In: Memorial du Dépôt général de la guerre. Band 5, Cr. Picquet, Paris 1829, S. 141 (Digitalisat).
36. ↑  Dedon (1801), Karte 2 (Digitalisat).
37. ↑  Henri de Carrion-Nizas: Campagne des Français en Allemagne. Année 1800. In: Memorial du Dépôt général de la guerre. Band 5, Cr. Picquet, Paris 1829, S. 177 (Digitalisat).
38. ↑  Dedon (1801), S. 146 (Digitalisat).
39. ↑  Die Breite des Rheins beträgt an der Übergangsstelle 107 m, die durchschnittliche Tiefe im Frühling 3,5–4 m, die Strömung 1.7–1.9 m/s. Reinhold Günther: Geschichte des Feldzuges von 1800 in Ober-Deutschland, der Schweiz und Ober-Italien. J. Huber, Frauenfeld 1893, S. 104  (Digitalisat).
40. ↑  Picard (1907), S. 331 f. (Digitalisat).
41. ↑  Heimatvereinigung Buch–Hemishofen–Ramsen: Historisch bedeutende Gebäude in Hemishofen 21. (Digitalisat).
42. ↑  Faarchopf. In: Schweizerisches Idiotikon (Digitalisat).
43. ↑  Adolphe Thiers: Histoire du Consulat et de l’Empire […]. 1. Band, Paulin, Paris 1845, S. 297 f. (Digitalisat).
44. ↑  Der Feldzug 1800 in Deutschland. Nach östreichischen Originalquellen. (1. Teil.) In: Oestreichische militärische Zeitschrift (Wien). 1836, 1. Band, S. 243–274, hier: S. 253–255, 261, 263, 266 (Digitalisat).
45. ↑  Picard (1907), S. 333, 335 f. (Digitalisat).
46. ↑  Picard (1907), S. 339 (Digitalisat).
47. ↑  Johannes Strickler (Hrsg.): Amtliche Sammlung der Acten aus der Zeit der Helvetischen Republik (1798–1803) […]. 5. Band, Stämpfli & Cie., Bern 1895, S. 1072 (Digitalisat).
48. ↑  Dedon (1801), S. 158 (Digitalisat).
49. ↑  Robert Lang: Die Schicksale des Kantons Schaffhausen in den Jahren 1800 und 1801. In: Schaffhauser Neujahrsblatt (Digitalisat). 11/1901, hier: S. 19.
50. ↑  Picard (1907), S. 341 f. (Digitalisat).
51. ↑  Dedon (1801), S. 158, 161–163 (Digitalisat).
52. ↑  Henri de Carrion-Nizas: Campagne des Français en Allemagne. Année 1800. In: Memorial du Dépôt général de la guerre. Band 5, Cr. Picquet, Paris 1829, S. 224 (Digitalisat).
53. ↑  J[ean-]D[aniel] Fridolsheim. In: François Babié, Jacques Grasset Saint-Sauveur: Archives de l’honneur, ou Notices sur la vie militaire […], 1. Band, Laurens aîné, Paris 1805, S. 137–141, hier S. 140 (Digitalisat).
54. ↑  Dedon (1801), S. 163 f. (Digitalisat).
55. ↑  Westlich des befestigten Brückenkopfs im Schaarenwald, den die Russen 1799 aufgegeben hatten.
56. ↑  Dedon (1801), S. 157 f., 170 f. (Digitalisat).
57. ↑  Précis des opérations du général Molitor, pendant la campagne de 1800, à l’armée du Rhin, commandée par le général Moreau. In: Spectateur militaire. Band 9, Paris, 15. April 1830, S. 239–272, hier: 241 (Digitalisat); Picard (1906), S. 346 (Digitalisat).
58. ↑  Johannes Strickler (Hrsg.): Amtliche Sammlung der Acten aus der Zeit der Helvetischen Republik (1798–1803) […]. 5. Band, Stämpfli & Cie., Bern 1895, S. 1072 f. (Digitalisat).
59. ↑  Picard (1907), S. 346 (Digitalisat).
60. ↑  Dedon (1801), S. 164–167 (Digitalisat).
61. ↑  Dedon (1801), S. 166 (Digitalisat).
62. ↑  Henri de Carrion-Nizas: Campagne des Français en Allemagne. Année 1800. In: Memorial du Dépôt général de la guerre. Band 5, Cr. Picquet, Paris 1829, S. 86 (Digitalisat).
63. ↑  Gazette nationale ou le Moniteur universel. Paris, 6. Mai 1800, S. 914 (Digitalisat).
64. ↑  Picard (1907), S. 348 (Digitalisat).
65. ↑  Karl von Martens: Geschichte von Hohentwiel. J. B. Metzler, Stuttgart 1857, S. 201–206, 212 f., 265 f. (Digitalisat).
66. ↑  Picard (1907), S. 349 f. (Digitalisat).
67. ↑  Joseph Schiner (1761–1845). Später Général de division.
68. ↑  Später Général de division.
69. ↑  Picard (1907), S. 352 (Digitalisat).
70. ↑  Dedon (1801), S. 168 f. (Digitalisat).
71. ↑  Johannes Strickler (Hrsg.): Amtliche Sammlung der Acten aus der Zeit der Helvetischen Republik (1798–1803) […]. 5. Band, Stämpfli & Cie., Bern 1895, S. 1073 (Digitalisat).
72. ↑  Vorposten: Hilzingen–Schlatt am Randen–Büttenhardt.
73. ↑  Picard (1907), S. 354 (Digitalisat).
74. ↑  Robert Lang: Die Schicksale des Kantons Schaffhausen in den Jahren 1800 und 1801. In: Schaffhauser Neujahrsblatt (Digitalisat). 11/1901, hier: S. 23 f., 45; Albert Hug: Aus der Geschichte des Dorfes Ramsen zur Zeit der Helvetik. In: Schaffhauser Beiträge zur vaterländischen Geschichte (Thayingen). 15. Heft, 1938, S. 161–182, hier: S. 172–175, 180 (Digitalisat).
75. ↑  Gazette nationale ou le Moniteur universel. Paris, 19. Mai 1800, S. 966 (Digitalisat).
76. ↑  Picard (1907), S. 353 (Digitalisat); Gustav Ritter Amon von Treuenfest: Geschichte des kaiserl. und königl. Kärnthnerischen Infanterie-Regimentes Feldmarschall Graf von Khevenhüller Nr. 7. Verlag des Regimentes, Wien 1891, S. 435, 439 (Digitalisat).
77. ↑  Dedon (1801), S. 172–183 (Digitalisat); Gaston Bodart (Hrsg.): Militär-historisches Kriegs-Lexikon (1618–1905). C. W. Stern, Wien/Leipzig 1908, S. 352 f. (Textarchiv – Internet Archive).
78. ↑  Dedon (1801), S. 172 (Digitalisat); Pierre-Nicolas Chantreau: Élémens d’histoire militaire, divisés en élémens historiques et biographie militaire […]. Élémens historiques. Magimel/Bernard, Paris 1806, S. 160 (Digitalisat); Eugène Caziot: Historique du corps des pontonniers. Henri Charles-Lavauzelle, Paris/Limoges 1894, S. 59 (Digitalisat).
79. ↑  Gazette nationale ou le Moniteur universel. Paris, 20. Okt. 1800, S. 107 (Digitalisat); Auktionshaus Thierry de Maigret: Rare brevet provisoire d’une grenade d’honneur […]. Lot 138 (Digitalisat).
80. ↑  Auch in Picard (1907) zitiert.
81. ↑  Von zweifelhaftem Quellenwert.